# Моор Олександр Вікторович
Моор Олександр Вікторович (нар. 6 січня 1974, сел. Березняки, Тюменський район, Тюменська область, РРФСР, СРСР) — російський політик. Губернатор Тюменської області з 14 вересня 2018 року (тимчасово виконуючий обов'язки губернатора Тюменської області з 29 травня по 14 вересня 2018 року). Член президії Державної ради Російської Федерації з 28 січня по 2 серпня 2019 року та з 21 грудня 2020 року. Член Вищої ради партії «Єдина Росія».

## Сім'я
Дружина - Ольга Анатоліївна Моор. Виховує чотирьох дітей.

## Санкції
З 26 липня 2022 року за підтримку російської війни проти України під санкціями Великої Британії.
З 15 грудня 2022 року перебуває під санкціями США
З 19 серпня 2022 року доданий до санкційного списку Канади.
З 19 жовтня 2022 року доданий до санкційного списку України.